# Ebéjico
Ebéjico – miasto w Kolumbii, w departamencie Antioquia.